# Klassenunterricht

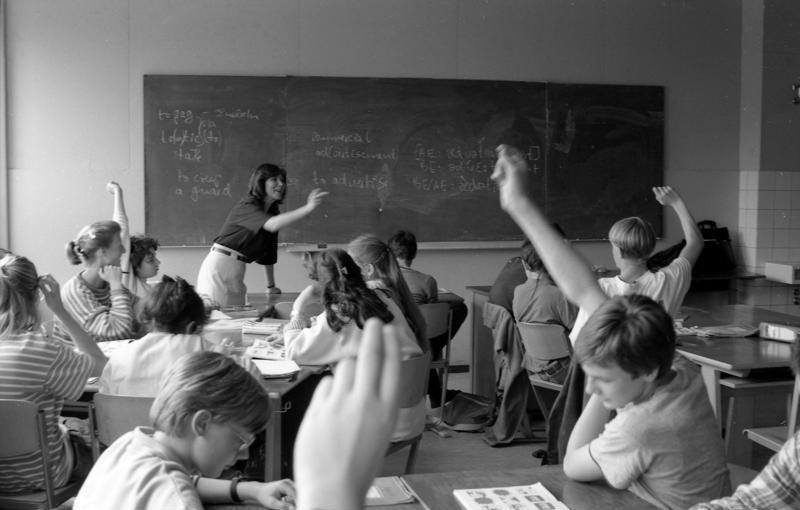
Klassenunterricht in einem Gymnasium, Bonn (1988)

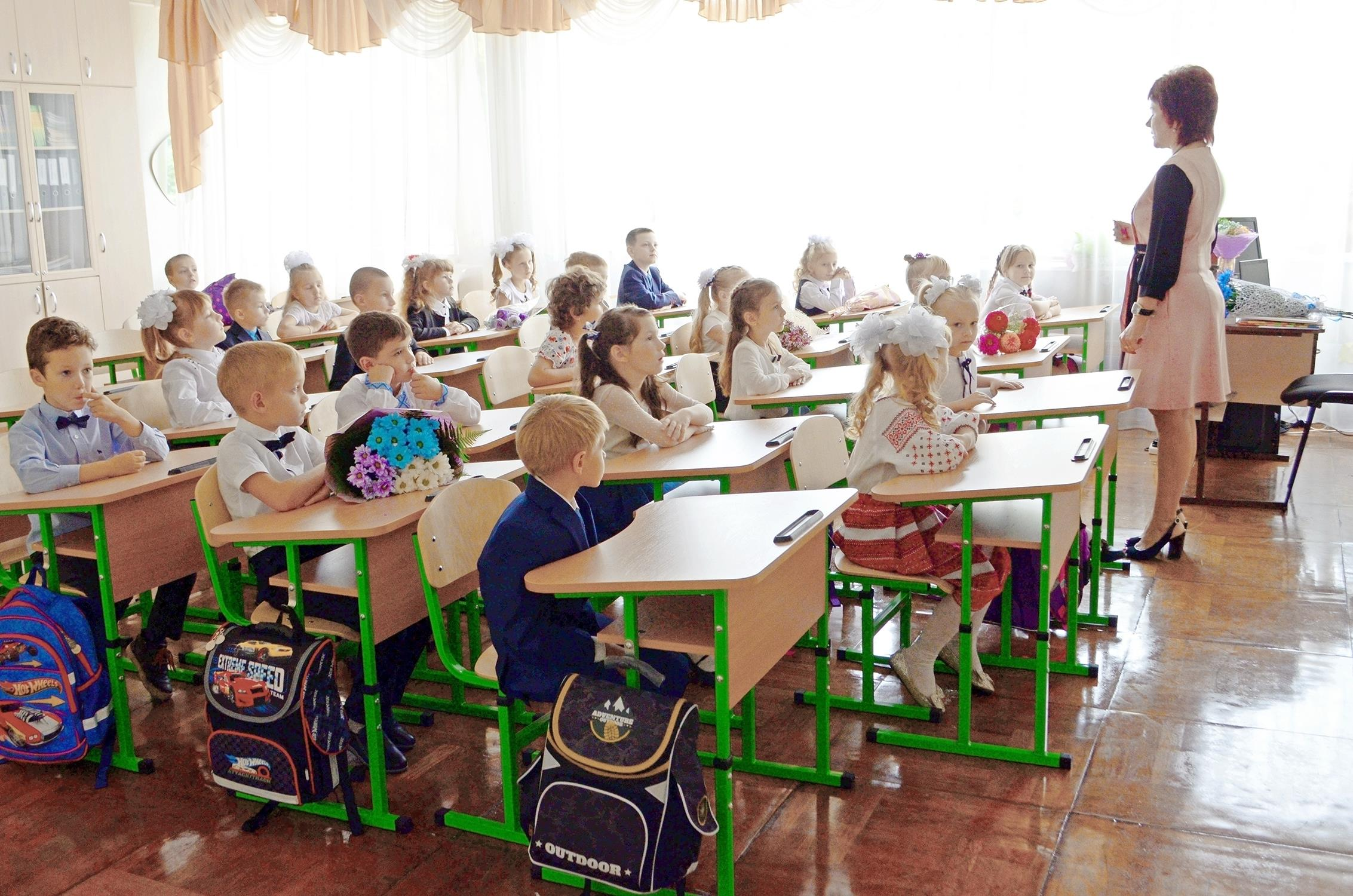
Unterricht in der ersten Klasse an der Schule Nr. 33 in Tschernihiw in der Ukraine (2018)

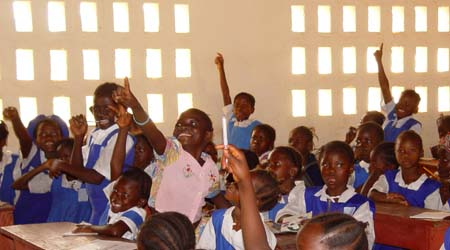
Klassenunterricht in einer Primarschule in Sierra Leone (2008)

Klassenunterricht ist eine Schulveranstaltungsform, bei der die Schüler als Schulklasse unterrichtet werden. An den allermeisten Schulen der Welt ist die Schülerschaft der jeweiligen Schule in Jahrgangsklassen, also gemäß einem bestimmten Schulklassentyp, unterteilt. Das Unterrichtsgeschehen erfolgt dann üblicherweise Schulklasse für Schulklasse separat.

## Begriffliche Einordnung
Das besondere am Klassenunterricht ist, dass der Klassenverband entweder ungeteilt bleiben und somit die Schulklasse in Gänze unterrichtet werden kann – dies kann unter Umständen auf einen klassischen Frontalunterricht hinauslaufen; oder aber der Klassenverband wird in kleinere Arbeits- oder Projektgruppen aufgeteilt – dann führt dies zu Gruppenunterricht oder, in dem Falle, dass man zu individualisiertem Unterricht übergeht, kann dies auch zum angeleiteten Lernen einzelner Schüler führen. Der Fall der Einzelarbeit, also die Aufteilung des Klassenverbands in jeden einzelnen Schüler, ist ebenso realisierbar, – etwa dann, wenn jeder einzelne Schüler einer Klasse einen Computer vor die Nase gesetzt bekommt und der Lehr-Lern-Prozess in die Phase des individuellen Arbeitens gelangt. Die Ausrichtung des Augenmerks des Lehrens und Lernens erfolgt im ersten Fall „lehrerzentriert“, im zweiten Fall „gruppenzentriert“ und im dritten Fall „schülerzentriert“.
Unabhängig von den unterschiedlichen Vorgehensweisen beim Unterrichten gibt es noch spezielle „Philosophien des Unterrichtens“, die jeweils per se nicht an eine bestimmte Sozialform und damit weder an Frontal- noch an Gruppenunterricht noch an Einzelarbeit gebunden sind, wie etwa der „genetisch-sokratisch-exemplarische Unterricht“ oder andererseits die „Direkte Instruktion“, die beide durch ihre Besonderheiten das Unterrichten gestalterisch beeinflussen können (Einzelheiten siehe unten).
Darüber hinaus, gilt es, den Unterricht zu unterscheiden nach der Art der Lernzielfixierung von Unterricht: so gibt es etwa den gebundenen lehrergeleiteten Unterricht, bei dem die Lehrperson mit oder ohne Lehrplan die Lerninhalte des Unterrichts bestimmt und den Unterricht organisiert sowie den offenen Unterricht, bei dem die Schüler die Lerninhalte des Unterrichts selbst festlegen und das Organisieren des Unterrichts unter Hilfestellung und Anleitung der Lehrperson übernehmen. Eine Mittelstellung kann der Werkstattunterricht einnehmen, wenn er etwa Pflicht- und Wahlaufgaben enthält und die Schüler aus den Wahlaufgaben eine Auswahl treffen. Alternativ kann unter gewissen Voraussetzungen die Lernzielfixierung auch kooperativ erfolgen.
Aus dem Gesagten ergibt sich eine Fülle an Möglichkeiten, wie Schulklassen unterrichtet werden können.

## Differenziert unterrichten

### Heterogenität von Schulklassen und deren Begegnung durch pädagogisches Handeln
Als Spiegelbild der Gesellschaft weisen Schulklassen prinzipiell ein hohes Maß an Heterogenität auf. Heterogenität im schulischen Kontext bezeichnet üblicherweise die Verschiedenheit der Schüler in Bezug auf unterschiedliche Faktoren wie Lern- und Arbeitsverhalten, Lernstile, Sprachkompetenz, Erfolgs- und Misserfolgsattribution und vieles mehr.
Schulsystemisch erfolgt eine besonders starke Selektion in Deutschland; abgesehen vom immer wieder in der Kritik stehenden deutschen dreigliedrigen Schulsystem sollen Schuleingangsuntersuchungen, Schulen mit unterschiedlichen sonderpädagogischen Förderschwerpunkten sowie etwaiges Wiederholen einzelner Jahrgangsstufen zu möglichst leistungshomogenen Klassen beitragen. Dieser Überlegung liegen jedoch zwei zweifelhafte Überzeugungen zugrunde:
1. Heterogenität wird als negativ für Unterricht und Lernprozesse gesehen. Außen vor bleiben Überlegungen, wie Heterogenität als Ansatzpunkt für soziales Lernen und Kompetenzaufbau genutzt werden kann.
2. Homogenität erscheint machbar. Da bei den oben aufgezählten Maßnahmen jedoch immer nur ein einzelnes Kriterium – meist die Leistungsfähigkeit – ausschlaggebend ist, werden weitere Kriterien wie Interessen, Sprachkompetenz und Motivation vernachlässigt.

Der mit der Verschiedenheit der Schüler verbundenen unvermeidbaren Heterogenität in den Schulklassen trägt das Unterrichtsprinzip der sogenannten „Differenzierung“ Rechnung. Das Wort „Differenzierung“ geht auf das lateinische „differentia“ zurück, was „Unterschied“ oder „Verschiedenheit“ bedeutet. Als Unterrichtsprinzip meint es, die Heterogenität der Schüler angemessen zu berücksichtigen. Dies kann schulorganisatorisch oder unterrichtsorganisatorisch geschehen. Dabei wird folgendermaßen unterschieden:
- Innere Differenzierung oder Binnendifferenzierung bezeichnet diejenige Differenzierung, die innerhalb einer Klasse vorgenommen wird.
- Äußere Differenzierung bezeichnet schulorganisatorische Maßnahmen, bei denen Schülerinnen und Schüler nach bestimmten Gesichtspunkten auf unterschiedliche Schulen (interschulische Differenzierung) oder innerhalb einer Schule auf unterschiedliche Kurse (intraschulische Differenzierung) aufgeteilt werden.

Im Folgenden soll nur die Binnendifferenzierung, die innerhalb einer Klasse vorgenommen wird, weiter betrachtet werden. Folgende Differenzierungen können unterschieden und für die Binnendifferenzierung nutzbar gemacht werden: (a) Differenzierung nach Lerngegenständen, (b) Differenzierung in der Aufgabenstellung, (c) Differenzierung in den Methoden, (d) Differenzierung durch Unterrichtsmedien, (e) Differenzierung durch Sozialformen, (f) Differenzierung in der Lehrerrolle und in der Lehrerhilfe, (g) Differenzierung nach Lernwegen, (h) Differenzierung nach Quantität und Qualität der Aufgaben.
Einem Lehrer steht also ein breites Instrumentarium zur Verfügung, um mit der Heterogenität einer Schulklasse umzugehen. 

### Binnendifferenzierung durch Realisierung unterschiedlicher Sozialformen beim Lehren und Lernen in einer Schulklasse
Eines der wirksamsten Instrumente im Instrumentarium eines Lehrers besteht darin, unterschiedliche Sozialformen im Lehr-Lern-Prozess in einer Schulklasse einzusetzen.

#### Arbeitsformen im Rahmen der Sozialform „Frontalunterricht“
Die Schulveranstaltungsform Klassenunterricht ist ein Setting, innerhalb dessen verschiedene Arbeitsformen stattfinden können. Die im Großen realisierbare Sozialform heißt „Frontalunterricht“.
Der Klassenunterricht kann in sehr unterschiedlichen Arbeitsformen stattfinden. Bei der „Arbeit im größeren Verband“ kann Frontalunterricht in Gestalt von Lehrervortrag, fragend-entwickelndem Unterricht sowie Unterrichtsgespräch eingesetzt werden, muss aber nicht. Mittlerweile gibt es auch Alternativen dazu (siehe unten unter „Spezielle Konzepte von Klassenunterricht“). Auch Demonstrationsexperimente, Kopfrechenübungen, Spiele und viele andere Unterrichtsmethoden können durchaus für die Arbeit im größeren Verband geeignet sein. Bei der Arbeit im größeren Verband ist, anders als bei den übrigen Sozialformen, die Lerngruppe nicht aufgeteilt; alle sind im Idealfall mit der gleichen Aufgabe beschäftigt; jeder Beitrag beansprucht die Aufmerksamkeit aller. Der Lehrer ist dabei und wirkt kontrollierend, steuernd, leitend oder dozierend mit. Bei der Methode Lernen durch Lehren (LdL) wird die Steuerung des Unterrichts phasenweise oder durchgehend auf Schüler übertragen.

#### Arbeitsformen im Rahmen der Sozialform „Gruppenunterricht“
Die Arbeitsformen im Rahmen der Sozialform „Gruppenunterricht“ sind außerordentlich vielfältig. Im Kern wird der Klassenverband in kleinere Arbeits- oder Projektgruppen aufgeteilt.
Das Phasenmodell des Gruppenunterrichts (Arbeitsauftrag → Verständnissicherung → Gruppenarbeit → Beendigungsphase → Auswertungsphase)
zeigt, dass die „Gruppenarbeit“ nur ein Teilbereich des Gruppenunterrichts ist – allerdings der wesentliche, denn erstens unterscheiden sich die Handlungsmuster von Lehrkraft und Schülern während dieser Phase am deutlichsten vom sonst üblichen Frontalunterricht, und zweitens beansprucht die Phase der Gruppenarbeit normalerweise den größten Zeitanteil des Gruppenunterrichts. Bisweilen werden die beiden Termini auch für denselben Sachverhalt verwendet oder durch die Fügung „Lernen in Gruppen“ ersetzt. Einige neuere Pädagogikpublikationen unterscheiden zwischen traditionellem Gruppenunterricht und Formen des Kooperativen Lernens wie Gruppenpuzzle (jigsaw technique), Gruppenrecherche (group investigation) oder wechselseitigem Lehren.

## Spezielle Konzepte von Klassenunterricht: Philosophien des Unterrichtens
Mit „Philosophien des Unterrichtens“ ist hier nichts Anderes als das Unterrichten gemäß jeweils konkreter, ausgefeilter didaktischer Konzepte gemeint, ein Unterrichten, das hier im Klassenverband umgesetzt wird. Spezielle Konzepte von Klassenunterricht sind:
- der genetisch-sokratisch-exemplarische Unterricht von Martin Wagenschein. Mit diesem Unterrichtsverfahren versuchte Martin Wagenschein von der Schule als „Erledigungsmaschine“ zum „oberflächlichen Durchlaufen des Kenntniskataloges“ im typischen wissensbasierten Klassenunterricht abzukommen. Er will nicht sofort die gewünschten Ergebnisse den Schülern ausformuliert präsentieren, bzw. die Schüler auf festen Bahnen durch gezielte Lehrerfragen dorthin lenken, sondern ihnen Raum für eigene Überlegungen bieten. Der Lehrer gibt durch seine Fragen lediglich Denkanstöße.[5]
- die Direkte Instruktion[6][7]. Häufig wird die Direkte Instruktion unsachgemäß als „Frontalunterricht“ bezeichnet, obwohl es sich hierbei tatsächlich um eine moderne Methodik handelt, die zudem nicht auf bestimmte Sozialformen festgelegt ist.[8]

## Geschichte
Im 17. Jahrhundert führte Johann Comenius ein vierstufiges Schulsystem ein, das allen Kindern Zugang zur Bildung ermöglichen sollte.
In der zweiten Hälfte des 18. Jahrhunderts führten pädagogische Reformbestrebungen und die Aufklärung zur Erneuerung des Schulwesens. Einzelunterricht und Winkelschulen mit mechanischem Auswendiglernen wurden allmählich durch die Einführung von Jahrgangsklassen und neuen Lehrmethoden wie dem Klassenunterricht abgelöst. Platznot und Nebeneinander von mehreren Altersstufen in einem Raum wurden durch Klassenräume pro Jahrgang mit kleinerer Schülerzahl und eigenem, ausgebildeten Lehrer abgelöst.
Anfangs 19. Jahrhundert nahm sich der Staat der Volksbildung an und drängte den Einfluss der Kirche, die Pionierarbeit geleistet hatte, zurück. Die Schule wurde vereinheitlicht, in Jahrgangsklassen der Primar- und Sekundarschule aufgeteilt und die Lehrerbildung gefördert. Der Unterrichtsplan legte die Lehrziele der Jahrgangsklassen nach Fächern fest. Es gab neue obligatorische Lehrmittel mit Jahreszielen, um die Methodik des Klassenunterrichts zu festigen. Homogene Jahrgangsklassen ermöglichten eine effiziente Schulführung im Klassenverband, die Erreichung der Stoffziele und das Ziel, dass möglichst alle Schüler den gleichen Stoff beherrschten. Wer den Stoff am Ende des Schuljahres nicht beherrschte, musste die Klasse wiederholen, was meistens nur wenige Schüler betraf. Auch innerhalb der ländlichen Gesamtschulen wurde nach Jahrgangsklassen unterrichtet. Eine breite Volksbildung auf hohem Niveau ermöglichte in der Mitte des 19. Jahrhunderts die Transformation der agrarischen Wirtschaft zur Industrienation.